# Banyuls-dels-Aspres

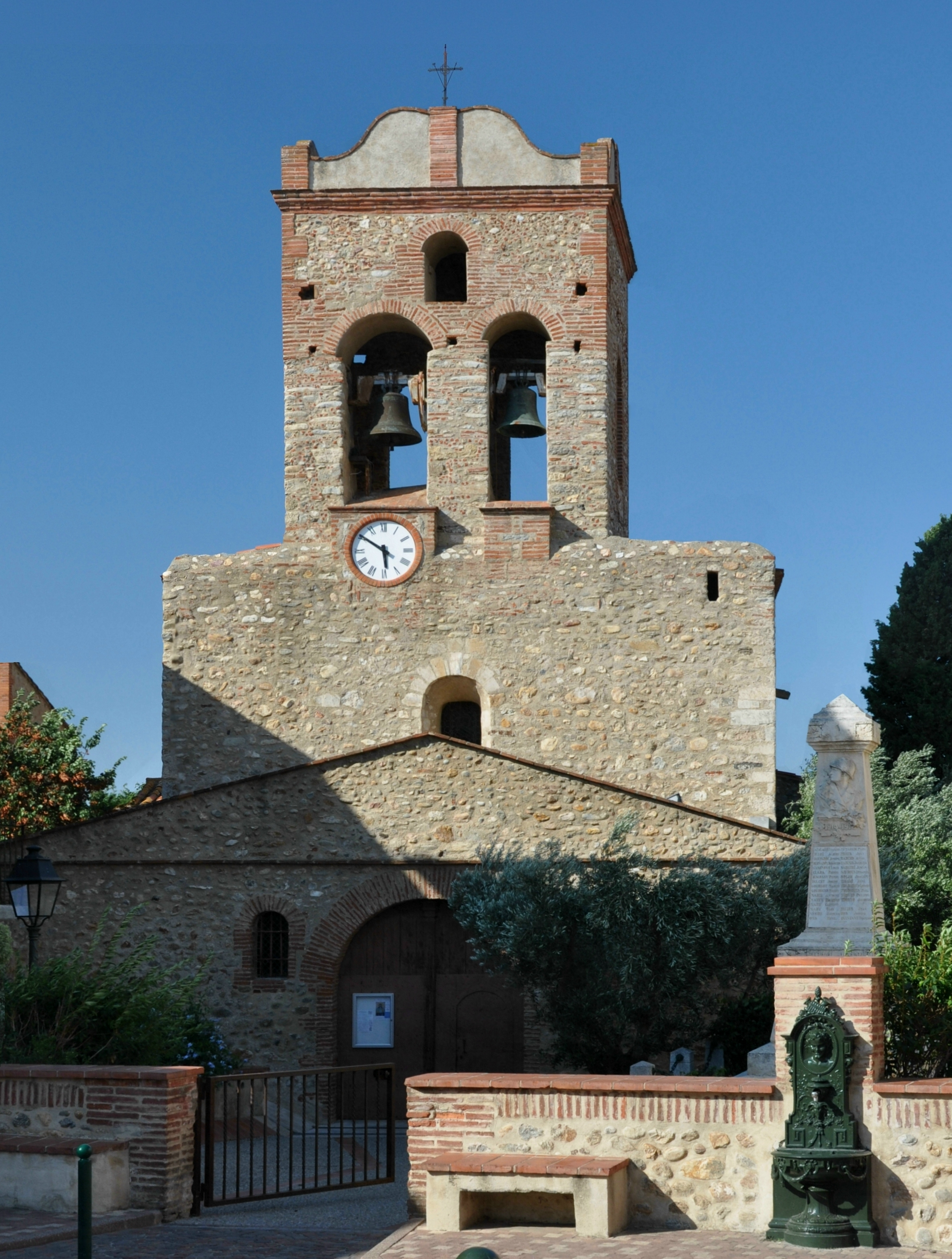
Kirche Saint-André aus dem 15. Jahrhundert

Banyuls-dels-Aspres (katalanisch Banyuls dels Aspres) ist eine französische Gemeinde mit 1397 Einwohnern (Stand 1. Januar 2022) im Département Pyrénées-Orientales der Region Okzitanien. Sie gehört zum Arrondissement Céret und zum Kanton Céret.

## Geographie
Die Gemeinde liegt rund 15 Kilometer südsüdwestlich von Perpignan in der Landschaft Roussillon. Nachbargemeinden sind Saint-Jean-Lasseille im Norden, Brouilla im Osten, Villelongue-dels-Monts im Südosten, Montesquieu-des-Albères im Süden, Tresserre im Westen und Villemolaque im Nordwesten.
Die Gemeinde liegt im Weinbaugebiet Côtes du Roussillon, an der südlichen Gemeindegrenze verläuft der Fluss Tech.

### Verkehrsanbindung
Das Gemeindegebiet von Banyouls-dels-Aspres wird von mehreren Verkehrsadern durchquert:
- Autobahn A9 von Orange zur spanischen Grenze
- Départementsstraße D900 von Perpignan nach Le Boulou
- Hochgeschwindigkeitsbahnlinie Perpignan-Figueres
- Bahnstrecke von Elne nach Saint-Jean-Pla-de-Corts

## Bevölkerungsentwicklung
| Jahr      | 1968 | 1975 | 1982 | 1990 | 1999 | 2006 | 2016 | 2021 |
| Einwohner | 724  | 683  | 660  | 850  | 1007 | 1136 | 1253 | 1310 |